# Lew Korobczuk
Lew Korobczuk (ur. 1919 w guberni jarosławskiej, zm. 10 marca 1944 w Łaskowie) – kapłan prawosławny, jeden z męczenników chełmskich i podlaskich.

## Życiorys
Urodził się w rodzinie kapłana prawosławnego, Gabriela Korobczuka, który był m.in. proboszczem parafii w Kulnie i w parafii w Bończy. Ukończył Szkołę Dyrygentów i Psalmistów Cerkiewnych w monasterze św. Onufrego w Jabłecznej, a po uzyskaniu dyplomu służył jako psalmista w cerkwi w Werbkowicach. Ożenił się z Wierą (nazwisko panieńskie nieznane), z którą miał syna Aleksandra i córkę Raisę. W 1942 otrzymał święcenia kapłańskie.
Posługę duszpasterską niósł początkowo w Chełmie, a następnie objął parafię św. Stefana w Łaskowie. 10 marca 1944 padł ofiarą zbrodni na ukraińskiej ludności cywilnej dokonanej przez oddział AK pod dowództwem Stefana Kwaśniewskiego i batalion Batalionów Chłopskich Stanisława Basaja ps. „Ryś”. Razem z grupą ok. 20 parafian ukrywał się w podziemnym schronie, z którego został wyciągnięty i po torturach zabity, razem z innymi znajdującymi się w kryjówce. Został kilkakrotnie postrzelony, następnie napastnicy ucięli mu głowę i poranili całe ciało nożem.
Jego ciało zidentyfikowała następnego dnia ocalała z masakry siostra, która razem z kilkoma mężczyznami pochowała je na cmentarzu w Łaskowie.
Kanonizowany przez Polski Autokefaliczny Kościół Prawosławny 20 marca 2003.